# Лошкарёв, Михаил Александрович
Михаил Александрович Лошкарёв (1913, Оренбург, Российская империя — 1986) — доктор химических наук, профессор, создатель украинской научной школы гальванотехники.

## Биография

### Первые исследования
М. А. Лошкарёв родился в семье учителя.
В 1931 году поступил в Уральский политехнический институт в Свердловске на специальность «технология электрохимических производств». В те годы на химико-технологическом факультете УПИ (декан проф. А. И. Левин), на кафедрах ТЭП (зав. каф. проф. И. Г. Щербаков) и теоретической электрохимии (зав. каф. проф. О. А. Есин) работали ведущие в стране учёные в области электроосаждения металлов. Будучи студентом, М. А. Лошкарёв активно занимался научной работой. Его руководителем стал выдающийся электрохимик О. А. Есин. Выполнив и защитив дипломную исследовательскую работу «Изучение поляризаций при осаждении натрия на ртутном электроде», которая легла в основу его первой научной публикации, молодой специалист был оставлен в аспирантуре на кафедре электрохимии и на работе в качестве научного сотрудника.
Первые работы М. А. Лошкарёва посвящены изучению процесса катодного выделения металлов. Вначале совместно с проф. О. А. Есиным, а затем самостоятельно, им проведены исследования кинетики электровосстановления группы щелочных металлов на ртути, никеля, кобальта, олова и висмута, а также установлена связь между степенью необратимости катодного процесса и структурой осаждённого металла.
В 1937 году М. А. Лошкарёву было поручено руководство бригадой научных сотрудников, направленных на освоение процесса промышленного электролиза никеля. Проведённое им ранее изучение особенностей катодного осаждения никеля способствовало быстрому решению поставленной задачи. Пущенный опытный электролизный цех на Уфалейском заводе впервые в СССР выдал промышленный электролитный никель. Позднее под руководством М. А. Лошкарёва, сначала в лаборатории, затем на заводских ваннах, разрабатывается интенсифицированный электролиз с плотностями тока вдвое превосходящими ранее применяемых. Результаты этих работ в виде технических условий легли в основу проектирования Мончегорского электролизного цеха.
Уже тогда проявилась характерная особенность научно-технической деятельности М. А. Лошкарёва, присущая ему во все поры жизни: тесное совмещение работ по решению актуальных технологических проблем промышленного производства с глубокой теоретической проработкой исследуемых вопросов. Подробное и внимательное изучение кинетики электродных процессов, которая является ключом к базовым проблемам гальванотехники — равномерному нанесению покрытия c заданными функциональными свойствами — позволило М. А. Лошкарёву совместно с О. А. Есиным и В. И. Сотниковой в 1939 году обнаружить появление значительной поляризации при электроосаждении олова в присутствии поверхностно-активных веществ (ПАВ), сопровождающееся резким улучшением структуры осадка. Хотя влияние органических веществ, специально добавленных в электролит в небольших количествах или попавших в него случайно, на структуру электроосаждённых металлов наблюдалось исследователями ещё в XIX веке, чёткого понимания механизма этого явления ещё не было. Преобладающая в 30-х годах теория объясняла действие вводимых веществ образованием в объёме раствора ионно-коллоидных комплексов. Дискутируя с этой теорией, М. А. Лошкарёв выдвинул новое объяснение, связанное с образованием на электроде прочного адсорбционного слоя ПАВ, создающего дополнительный потенциальный барьер для разряда ионов металла и снижающего скорость процесса. При этом на поляризационных кривых наблюдается площадка низкого предельного, так называемого «адсорбционного» тока, величина которого гораздо ниже предельного тока диффузии в растворе, свободном от ПАВ. Это явление получило в дальнейшем название «эффект Лошкарёва».
В 1941 году молодой учёный защищает кандидатскую диссертацию на тему «К вопросу о механизме перенапряжения», которая обратила на себя внимание ведущих электрохимиков страны. Во время войны М. А. Лошкарёв проводит актуальнейшие исследования по интенсификации производства специального пульного биметалла, электролитического никеля, активно участвует в освоении промышленного процесса получения медного порошка на Пышминском медеэлектролитном заводе. Значимость и успешность выполненных работ была отмечена правительственными наградами. Специфическое действие органических и других добавок на кинетику катодного процесса и связь их со структурой осаждаемых металлов явилось темой докторской диссертации, защищённой в 1948 году. Диссертация «Поляризация и адсорбционные явления на электродах», публикации связанные с этой темой, поставили автора в один ряд с известнейшими электрохимиками того времени. Высокую оценку учёному дал патриарх отечественной электрохимии академик А. Н. Фрумкин.

### Направление в Днепропетровск и создание научной школы
В послевоенные годы страна остро нуждалась в квалифицированных инженерах-химиках. И Михаил Александрович был направлен в Днепропетровский химико-технологический институт в качестве заведующего кафедрой физической химии и ректора. На этой должности М. А. Лошкарёв пробыл свыше 20 лет, и эти годы стали в летописи ВУЗа эпохой возрождения и расцвета. В институте возникают новые кафедры и факультеты (технологии органических веществ, технологии неорганических веществ, технологии высокомолекулярных веществ, технологии силикатов). Нелёгкие ректорские обязанности, однако, не помешали М. А. Лошкарёву уже в 50-е годы создать основы своей научной школы. Кафедра физической химии, которую он возглавил, имела традиции, связанные с именами выдающихся украинских учёных — академиков Л. В. Писаржевского, А. И. Бродского, В. А. Ройтера. Но репрессии 30-х и война привели к тому, что молодому доктору наук из РСФСР пришлось создавать практически заново научно-педагогический коллектив, который и стал основой электрохимической школы М. А. Лошкарёва — кинетики электродных процессов с адсорбционной природой поляризации.
Полученные в последующие годы обширные экспериментальные данные по влиянию добавок ПАВ на электроосаждение металлов и теоретическая интерпретация полученных результатов позволили в начале 70-х годов сформулировать теорию адсорбционной поляризации, основные положения которой являются и в настоящее время научной основой для обсуждения подобных процессов. Рациональное использование этих выводов открыло новые пути для управления кинетическими параметрами электрохимических реакций и целенаправленного изменения физико-механических свойств катодных отложений металлов при электролизе. Результаты исследований позволили решить вопрос о создании новых прогрессивных технологических режимов промышленной электрокристаллизации металлов, имеющих большое значение в интенсификации гальванических процессов и повышения качества антикоррозионных покрытий.
Созданная школа электрохимиков получила признание и высокую оценку научной общественности СССР и за рубежом. В 1967 году М. А. Лошкарёв был избран член-корреспондентом АН УССР, в 1971 — награждён высшей правительственной наградой страны — орденом Ленина, в 1978 году ему присвоено звание «Заслуженный деятель науки УССР».
До последних дней своей жизни М. А. Лошкарёв руководил научно-техническими исследованиями, имеющими общегосударственное значение. Высокоэффективные процессы электрокристаллизации олова, цинка, кадмия и ряда других металлов и сплавов были разработаны и внедрены на ведущих предприятиях автомобильной, машиностроительной, радиоэлектронной, аэрокосмической, металлургической промышленности страны, некоторые из них в виде лицензий проданы ведущим металлообрабатывающим фирмам Японии, Германии и Италии.
Созданный М. А. Лошкарёвым крупнейший на Украине научный центр в значительной мере определял прогресс в фундаментальных и прикладных разработках в области электроосаждения металлов. На кафедре физической химии Украинского Государственного химико-технологического университета и в НИИ гальванохимии и сейчас сохранились и развиваются традиции профессионализма, жизненной активности и принципиальности, внимательного отношения к студентам, кадровой преемственности, заложенные Лошкарёвым. В историю гальванотехники наряду со многими именами русских и советских учёных навсегда и по праву вошло имя Михаила Александровича Лошкарёва — выдающегося учёного-электрохимика, создателя известной во всём мире научной школы, замечательного педагога и организатора высшего образования. Им лично и под его научным руководством созданы основополагающие разработки как в области теоретический электрохимии, так и в области практической гальванотехники, которые сейчас стали обязательным элементом учебников и пособий в соответствующих разделах науки.